# التمريض في تايوان
التمريض مهنة مرخصة في تايوان، بالإضافة إلى مزيد من الدورات التدريبية الإضافية المتخصصة للممرضين. وتشرف وزارة الصحة والرعاية الاجتماعية في تايوان على قانون الصحة والتنظيم في تايوان.

## ممرض متمرس
في تايوان، توجد تخصصات عدة لممارسة التمريض: الرعاية في حالات الطوارئ، رعاية القبالة، رعاية الأورام، العناية بالعظام، رعاية الأطفال، رعاية التخدير، رعاية المرضى الخارجيين.

## تعليم التمريض
يتم تصنيف الممرضين في تايوان إلى ثلاث فئات على أساس طول التدريب، مقارنة بالفئات المرخصة والمسجلة والمتقدمة في النظام الأمريكي. الممرض المتخصص (專科學校) دراسة لمدة 5-7 سنوات، والممرض العادي (普通 大學) لمدة 4 سنوات، والممرض الافتتاحي (在職 專 班) لمدة سنتين. عند توقف التدريب، يجب على الممرضين اجتياز الامتحان للحصول على الشهادة. بعد عامين من الممارسة، قد يخضع الممرضون أيضًا لمزيد من التعليم في تخصص معين مثل التخدير أو الحروق.

### مؤسسات تعليمية
- وهناك أيضا عدد من المعاهد التي تقدم دورات تعليم التمريض:

| المدرسة                                        | الموقع   | الصينية                    |
| ---------------------------------------------- | -------- | -------------------------- |
| مستشفى ميموريال تشانغ غونغ                     | تايبيه   | 成功紀念醫院               |
| مستشفى ميموريال ماكاي                          | تايبيه   | 馬偕紀念醫院               |
| مستشفى جامعة تايوان الوطنية                    | تايبيه   | 國立台灣大學醫學院附設醫院 |
| مستشفى قدامى المحاربين العام في تايبييه        | تايبيه   | 台北榮民總醫院             |
| تراي سيرفس هوسبيتال                            | تايبيه   | 三軍總醫院                 |
| الجامعة الوطنية للتمريض والعلوم الصحية تايبييه | تايبيه   | 國立臺北護理健康大學       |
| كلية تاينان الوطنية للتمريض                    | تاينان   | 國立臺南護理專科學校       |
| جامعة تايتشونغ الوطنية للعلوم والتكنولوجيا     | تاي شانغ | 國立臺中科技大學           |

## انظر أكثر
- الرعاية الصحية في تايوان
- مراكز السيطرة على الأمراض (تايوان)
- وزارة الصحة والرعاية الاجتماعية (تايوان)

## وصلات خارجية
- رابطة ممرضي تايوان
- قانون الصحة المدرسية في تايوان